# 白樫インターチェンジ
白樫インターチェンジ（しらかしインターチェンジ）は、三重県伊賀市白樫にある名阪国道のインターチェンジである。

## 道路
- E25 名阪国道（18番）

## 接続する道路
- 三重県道686号上野島ヶ原線

## 周辺
- ENEOS名阪白樫インターTS（ガソリンスタンド、24H）
- apollostationルート25白樫インターSS（ガソリンスタンド、24H）
- 常盤薬品工業 三重工場
- メロディアン 三重工場
- ミキハウス 物流センター
- カプコン 上野事業所
- 岡八幡宮

### バス停
インター入口に国道白樫バス停があり、三重交通のバス路線が停車する。
- 60系統：国道山添 行、上野市駅 行

## 隣
E25 名阪国道
(17) 大内IC/BS - 上野PA/七本木BS（天理方面のみ） - (18) 白樫IC/BS - (19) 治田IC/BS